# Медаль ASME
Медаль ASME (англ. The ASME Medal) — найвища наукова нагорода Американського товариства інженерів-механіків за видатні досягнення в області інженерії. Нагороду було запроваджено у 1920 році, сума винагороди складає $15000 і вручається щороку.

## Лауреати нагороди
Серед лауреатів цієї нагороди є такі імена, як:
- Роберт Ендрус Міллікен (1926)
- Теодор фон Карман (1941)
- Сікорський Ігор Іванович (1963)
- Дін Кеймен (2007)

У 2012 році медаль отримав професор Північно-Західного університету (штат Іллінойс) Ян Ахенбах (англ. Jan D. Achenbach), вчений у галузі ультразвукових технологій, механіки композиційних матеріалів та механіки руйнування. У 2011 році цією нагороди удостоєно Клейтона Данієля Мота, молодшого (Clayton Daniel Mote, Jr.) колишнього президента Університету штату Меріленд у Коледж-Парку (1998-2010) а з 2010 року академіка Інженерної школи Кларка (Clark Engineering School) за створення повної теорії динаміки гнучких рухомих структур, таких, як групи обертових дисків, із значним інженерним впровадженням в області експлуатації кругових і стрічкових пил та за відмінне керівництво університетами.